# Rechtswidrigkeit
Rechtswidrigkeit bedeutet im deutschen Recht, dass eine Handlung oder ein Verhalten gegen Rechtsnormen verstößt und dafür kein Rechtfertigungsgrund vorliegt. Im Strafrecht wird die Rechtswidrigkeit durch die Tatbestandsverwirklichung indiziert. 

## Strafrecht
Im Rahmen des dreigliedrigen Aufbaus des deutschen Strafrechts macht sich strafbar, wer einen Straftatbestand rechtswidrig und schuldhaft verwirklicht, geregelt in § 11 Absatz 1 Nr. 5 StGB. Hinsichtlich der Rechtswidrigkeit gehen die kausale, die finale und die soziale Handlungslehre von unterschiedlichen Prämissen aus. In deren Folge verlangen sie entweder einen positiven Nachweis der Rechtswidrigkeit (veraltete Handlungslehre) oder sehen sie durch die Tatbestandsmäßigkeit bereits indiziert, so die h. M. der modernen Finalitätslehre. 
Wenn die Rechtswidrigkeit durch die Tatbestandsmäßigkeit indiziert ist, gilt: Eine Handlung ist immer dann rechtswidrig, wenn sie gegen die Rechtsordnung verstößt (sogenannter „Unrechtstatbestand“), ohne dass sie durch Rechtfertigungsgründe gerechtfertigt ist. Rechtfertigungsgründe sind im Sinne der Rechtsordnung etwa Notwehr (§ 32 StGB), allgemeiner rechtfertigender Notstand (§ 34 StGB) oder Einwilligung (volenti non fit iniuria). Bei sogenannten offenen Straftatbeständen wie der Nötigung müssen neben der Erfüllung des Tatbestands und dem Nichtvorliegen von Rechtfertigungsgründen weitere, besondere Voraussetzungen gegeben sein, damit die Handlung als rechtswidrig angesehen werden kann; so bei der Nötigung die Verwerflichkeit der Tat.
Vom objektiv vorliegenden Rechtfertigungsgrund muss der Täter Kenntnis haben und willentlich aufgrund des Rechtfertigungsgrundes handeln, damit seine Entlastung gelingt. Fehlt das subjektive Rechtfertigungselement, so ging die mittlerweile überkommene h. M. davon aus, dass aus dem vollendeten Delikt zu bestrafen ist. Nach neuerer und heute wohl herrschender Meinung entfällt der Erfolgsunwert der Tat bereits dann, wenn die objektiven Voraussetzungen eines Rechtfertigungsgrunds vorliegen. Teils werden die Regeln zur Versuchsstrafbarkeit analog angewandt.

## Zivilrecht
Im deutschen Deliktsrecht ist nach der herrschenden Lehre vom Erfolgsunrecht durch das Herbeiführen einer Rechtsgut- oder einer Schutzgesetzverletzung die Rechtswidrigkeit der Handlung indiziert (§ 823 Abs. 1 und Abs. 2 BGB). Sie entfällt nur bei Eingreifen besonderer Rechtfertigungsgründe.
Rechtswidrig ist, was im Widerspruch zu rechtlichen Geboten steht. So sind der Kausalablauf des Handelns und der dadurch ausgelöste Eintritt seines Erfolges selbst nicht verbietbar. Entgegen einer früher verbreiteten Lehre können Handlung beziehungsweise Unterlassen und Erfolg nicht zu dem verbotenen und in diesem Sinne rechtswidrigen Geschehen gehören: Es gibt nur ein Handlungsunrecht (verbotenes Handeln, z. B., auf jemanden zu schießen), aber kein Erfolgsunrecht (kein verbietbares Ergebnis des Handelns, z. B., dass der andere getroffen wird und stirbt), wohl aber eine  Erfolgsbezogenheit von Handlungsverboten (etwa das Verbot von Handlungen, die sich gegen fremdes Leben richten oder dieses gefährden).
Das Gegenteil der Rechtswidrigkeit ist die Rechtmäßigkeit.
Im schweizerischen Haftpflichtrecht bildet die Rechtswidrigkeit eines von vier Tatbestandsmerkmalen neben dem Schaden, dem Verschulden und dem Kausalzusammenhang zur Begründung der Verschuldenshaftung. Nach herrschender Lehre wird bei der Kausalhaftung die Rechtswidrigkeit vorausgesetzt. Die schweizerische Rechtsprechung stützt sich auf die Theorie der objektiven Rechtswidrigkeit. Entsteht eine Obligation durch unerlaubte Handlung, richtet sich die Haftung bei Notwehr, Notstand und Selbsthilfe nach  Art. 52 OR.
In den meisten Rechtsordnungen außerhalb des deutschen Rechtskreises wird nicht klar zwischen Rechtswidrigkeit und Verschulden unterschieden.

## Öffentliches Recht
Im Öffentlichen Recht wird zwischen formeller oder materieller Rechtswidrigkeit unterschieden. Von der formellen Rechtswidrigkeit spricht man bei einem Verstoß gegen formelles Recht, also Zuständigkeit, Verfahren oder Form. Materielle Rechtswidrigkeit ist ein Verstoß gegen materielles Recht, z. B. wenn der aufgrund einer Befugnisnorm erlassene Verwaltungsakt nicht den Erfordernissen der Befugnisnorm entspricht und/oder jemanden in subjektiven Rechten verletzt.
Für rechtswidrige Rechtsnormen ist umstritten, ob das Nichtigkeitsdogma oder ein Fehlerkalkül gilt.
Im deutschen Verwaltungsrecht kann der rechtswidrige Verwaltungsakt trotzdem wirksam und bei Eintreten der Bestandskraft unanfechtbar werden. Von Anfang an unwirksam sind nur nichtige Verwaltungsakte, vgl. § 43 Abs. 3 VwVfG (Fehlerkalkül). Nichtig ist ein Verwaltungsakt nur ausnahmsweise, vgl. § 44 VwVfG (→ Nichtigkeit des Verwaltungsakts, § 44 VwVfG).